# Opole Czarnowąsy
Opole Czarnowąsy – stacja kolejowa w  Opolu, w województwie opolskim, w Polsce. Zlokalizowana jest na obszarze osiedla (daw. sołectwo) Czarnowąsy, włączonego w granice miasta Opola z dniem 1 stycznia 2017 roku.

## Ruch pasażerski
| Rok  | Wymiana pasażerska na dobę |
| ---- | -------------------------- |
| 2017 | 0-9                        |
| 2022 | 0-9                        |